# Nihon Koden Shindo Ryu
Nihon Koden Shindo Ryu (日本古伝神道流) è uno stile di karate che letteralmente significa: "il Tradizionale Stile Giapponese del Percorso a Dio". Lo stile fu creato da Hiroyuki Hamada, il So Shihan (maestro) in una giornata del 28 marzo 1964 nel Tempio di Isekotaigingie situato nella prefettura di Mie, in Giappone. La massima autorità fuori dal Giappone è Felton Messina, che possiede il grado di So Shihan, che gli fu dato dallo stesso Hiroyuki Hamada nel giugno del 1999 durante una visita in Giappone. Questo grado è valido in tutti i Paesi del Mondo ad eccezione del Giappone, dove nello stesso certificato è specificato che lui possiede la cintura nera 7° dan. La World Karate Federation (WKF), della quale è membro, gli certifica e riconosce la cintura nera 7º dan.

## Caratteristiche
Le basi fondamentali di questo stile sono: la velocità, che viene ottenuta conoscendo e dominando il principio che in questo stile venga chiamato: "sciolto-stretto-loose" o morbido-duro-morbido. I praticanti credono che questo ritmo aiuti a mantenere i muscoli del corpo totalmente rilassati per la maggior parte del tempo, per irrigidire il corpo solo al momento dell'impatto con l'avversario. Dal momento che si irrigidisce all'impatto con l'avversario esso vibra (come quando una freccia giunge a bersaglio), emettendo l'energia della velocità di quando il corpo era rilassato. Dopo l'impatto il corpo ritorna al suo stato originario. Questo ritmo punta a recuperare energia quando il corpo è rilassato per la maggior parte del tempo in quanto gli incrementi della velocità sono intensi. Questo è uno dei concetti base di questo stile. Questo stile enfatizza anche l'uso delle anche nel portare i pugni e blocking per incrementare la potenza, speed and effectiveness. The style also incorporates both linear and circular movements. Another important aspect of the style that is especially emphasized in the kumite is "Tai sabaki".

## Posizioni

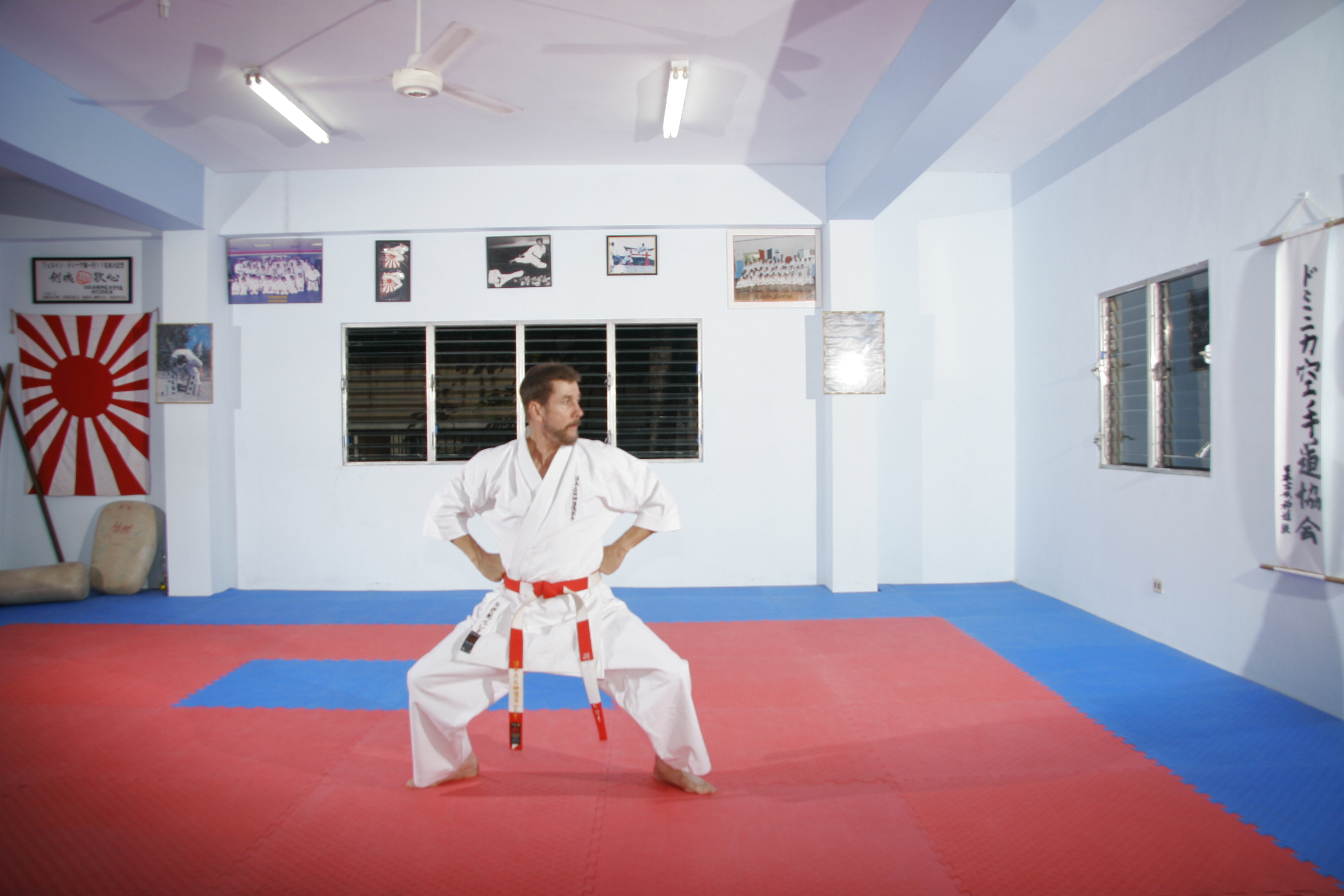
Felton Messina performing Shiko dachi in one of the steps of the kata Enpi.

Le posizioni fondamentali di questo stile sono:
- Heisoku dachi
- Mosubi dachi
- Fudo dachi
- Sanchin dachi
- Shiko dachi
- Kokutsu dachi
- Zenkutsu dachi
- Futsudo dachi
- Neko ashi dachi
- Naihanchi dachi
- Kosa dachi
- Suro ashi dachi

## Calci
I calci fondamentali di questo stile sono:
- Mae-geri
- Mawashi geri
- Yoko geri
- Ushiro geri
- Mikazuke geri
- tobi geri

### Kata
Nel Nihon Koden Shindo Ryu vengono praticati i seguenti Kata:
- Kihon No Kata: "Tecniche basilari"; sono incluse le parate di base (gedan barai, chudan uke e jodan uke), il Kihon tsuki (tecniche fondamentali di golpeo) e il Kihon geri (tecniche fondamentali di calcio).
- Pinan Nidan
- Pinan Sandan
- Pinan Shodan
- Pinan Yondan
- Pinan Godan

Pinan, "mente in pace"; sono 5 kata che vengono studiati secondo questo ordine: dal minore al maggiore per difficoltà senza cambiare il nome degli stessi, anche se la numerazione in giapponese suggerirebbe il contrario.
- Naihanchi Shodan
- Naihanchi Nidan
- Naihanchi Sandan

Naihanchi, "jinete de hierro"; nelle sue tre versioni contengono due peculiarità uniche: un enbusem totalmente lineare e l'utilizzo di una sola posizione detta Naihanchi dachi. La ejecución correcta de estas katas requiere, al no haber giros a otras posiciones, primero, un claro sentido de la mirada hacia el lugar de la acción y segundo, un amplio uso de la cadera para generar la fuerza necesaria en los bloqueos y golpes.
- Bassai: "Penetrare attraverso la forza"; caratterizzato da parate forti che vengono eseguiti prima che l'avversario possa retrocedere. Fu adattato dal Bassai dello stile Wado Ryu per il So Shihan Felton Messina a causa della popolarità di questo stile nel Mondo e delle similitudini esistenti in ambo i stili. Vea la kata aquí y su bunkai
- Enpi: "gomito"; questo kata fu creato da So Shihan Felton Messina con l'approvazione del So Shihan Hiroyuki Hamada e consiste, come indicato nel suo nome, una serie di parate ed attacchi utilizzando i gomiti. Da non confondere con il nome del kata con l'altro chiamato Empi o "Rondine volante" che si pratica nello stile Shotokan.
- Seishan: "tredici"; enseña la lucha a muy corta distancia al emplear casi mayoritariamente la posición Futsudo dachi y el uso de golpes cortos y pateos bajos. Contiene una técnica muy efectiva para liberarse de un agarre.
- Chinto: "combattimento ad est"; fue adaptado de una kata enseñada por un marinero chino por el antiguo maestro Kokasu Matsumura. Su característca fundamental es el uso de la postura en una pierna Suro ashi dachi.
- Koug Shan Kough: questo kata porta il nome di un addetto militare cinese esperto di kung fu che insegnò ad okinawa nel 1756. Questo kata è il più lungo di tutto il programma e richiede una pratica continua e sistematica per poterne essere padroni.
- Sanchin: "tre battaglie"; si riferisce a la pugna entre mente, corpo e spirito con el objetivo de desarrollar el ki o energía universal. No posee bunkai kumite en el estilo y se practica para fortalecer los músculos y adquirir una respiración correcta. Emplea una única posición, Sanchin dachi.
- Wanshu: kata che riporta il nome di un aggregato militare, presumibilmente, un medico, che visitò  okinawa nel 1683. Se practica una variante de la kata algo dagli altri stili.
- Seipai: "diciotto"; è un kata parecchio avanzato nello stile ed è necessario per il grado di Shihan (maestro). Di chiare origini cinesi, probabilmente dello stile della tigre; presenta varie tecniche de escapes de agarres, proiezioni, controllo e leve.
- Sai no Kata: "forma del Sai"; kata sviluppato da So Shihan Felton Messina che serve ad insegnare la forma corretta per poter impiegare il Sai, essendo quest'arma molto utilizzata nella pratica del Kobudō.
- Bo no Kata: "forma del bastone"; questo kata viene eseguito approssimativamente con un bastone di 6 piedi larghezza. È una versione del popolare katà Kobudō conosciuto come Sakugawa no Kon.

Il Kata è una parte molto importante dell'allenamento ed in questo stile, in quanto i praticanti ritengono che eseguire bene il kata aiuta a migliorare la pratica del Kumite.

## Il sistema dei gradi
Il sistema basico dei gradi va dalla cintura bianca 8º kyu alla cintura nera 1°dan ed il seguente:
| Ordine di cintura nel karate Shindo Ryu |
| nera (Shodan)                           |
| marrone (3° and 1º Kyu)                 |
| viola (4º Kyu)                          |
| verde (5º Kyu)                          |
| arancione (6º Kyu)                      |
| gialla (7º Kyu)                         |
| bianca (8º Kyu)                         |

I gradi delle cinture nere che seguono lo Shodan sono:
- Nidan (Cintura nera di secondo grado)
- Sandan (Cintura nera di terzo grado)
- Yondan (Cintura nera di quarto grado)